# Nipponoserica daisenensis
Nipponoserica daisenensis är en skalbaggsart som beskrevs av K. Sawada 1937. Nipponoserica daisenensis ingår i släktet Nipponoserica och familjen Melolonthidae. Inga underarter finns listade i Catalogue of Life.